# Eusarcus insperatus
Eusarcus insperatus is een hooiwagen uit de familie Gonyleptidae.